# Delia setigera
Delia setigera este o specie de muște din genul Delia, familia Anthomyiidae. A fost descrisă pentru prima dată de Stein în anul 1920. Conform Catalogue of Life specia Delia setigera nu are subspecii cunoscute.